# Martin Sjöstrand
Martin Ferdinand Sjöstrand, född den 24 februari 1890 i Mörlunda socken, död den 20 augusti 1959 i Växjö, var en svensk journalist och författare. Under större delen av sitt liv arbetade Martin Sjöstrand på Nya Växjöbladet i Växjö, först som redaktionssekreterare mellan 1919 och 1930, därefter som redaktör fram till 1942.

## Biografi
Sjöstrand var son till byggmästaren J.A. Sjöstrand och Maria Pettersson. Han tog studentexamen i Linköping och filosofie kandidatexamen 1913 vid Uppsala universitet.